# Gangbusters (gioco di ruolo)
Gangbusters è un gioco di ruolo scritto da Rick Krebs con l'aiuto di Mark Acres. Il gioco fu pubblicato dalla Tactical Studies Rules 1982. L'ambientazione del gioco è quella della lotta al crimine negli Stati Uniti negli anni venti e trenta. I giocatori assumono il ruolo di criminali, agenti di polizia o altri personaggi (come giornalisti di cronaca nera) che investigano o si oppongono ai criminali. Viene enfatizzata la crescita violenta del crimine organizzato nel periodo del Proibizionismo. Un altro tema ricorrente è la corruzione politica.
Il regolamento era ben progettato ed ebbe una buona accoglienza, ma comunque con vendite molte inferiori a quelle di D&D e la linea fu chiusa insieme ad altre nel 1985 in un periodo di crisi della TSR. Nel 1990 fu brevemente ripresa con la pubblicazione di una seconda edizione, non seguita però da altri moduli.

## Ambientazione
Gangbusters fu ispirato sia da figure storiche (come Al Capone) sia da resoconti romanzati dell'epoca. I film furono un'influenza specialmente forte, la bibliografia del gioco lista dozzine di film come fonti di ispirazione a partire da The Big House fino a The Untouchables - Gli intoccabili.
La località di default delle campagne di Gangbusters è la metropoli fittizia di Lakefront City, una città situata sulla costa occidentale del Lago Michigan, probabilmente basata su Chicago. Una descrizione sintetica della città è inclusa nelle regole del gioco ed è espansa nelle cinque avventure pubblicate.

## Sistema di gioco
La generazione del personaggio segue lo schema comune dei primi giochi di ruolo. Il giocatore genera casualmente mediante il lancio di dadi le caratteristiche del personaggio (muscoli, agilità, osservazione, presenza, motivazione e fortuna) e sceglie quindi una carriera (classe). Le carriere disponibili sono limitate a criminale, agente dell'FBI, giornalista, ufficiale di polizia, investigatore privato. Ogni carriera include un insieme di vantaggi e svantaggi unici per differenziarla dalle altre. I personaggi sono ulteriormente personalizzati aggiungendo abilità non legate alla carriera come rubare auto o fotografia.
I personaggi migliorano guadagnando punti esperienza assegnati dal "giudice" (il nome del master nel gioco) in base al loro successo nella carriera scelta. Per esempio i criminali guadagnano punti esperienza in base a quanto guadagnano dei loro crimini, mentre gli ufficiali di polizia ottengono punti esperienza dall'arresto di criminali. Ottenere punti esperienza incrementa il livello di un personaggio (che nell'ambientazione è un indicatore del rango sociale) e permette al personaggio di migliorare le abilità conosciute e acquistarne di nuove.
Gangbusters usa un dado percentuale per la risoluzione della maggior parte delle azioni. La probabilità base di un personaggio di riuscire in una data azione è pari al valore della sua caratteristica o abilità rilevante all'azione tentata, a cui il giudice può applicare dei modificatori. Il giocatore tira quindi dei dadi percentuali per verificare se l'azione riesce o meno. Il risultato dell'azione (come per esempio il danno causato dalle armi o il denaro ottenuto da un affare criminale) può essere determinato mediante ulteriori tiri di dado. Il gioco usa unicamente dadi a dieci facce.

## Edizioni

### Prima edizione
- Rick Krebs e Marck Acres (1982). Gangbusters. TSR. ISBN 978-0-394-52597-6. Set in scatola contenente un manuale di 64 pagine, un'avventura di 16 pagine (Mad Dog Johnny Drake), una mappa a colori rappresentante i quartieri di Lakefront City, miniature in cartoncino rappresentanti personaggi e veicoli e due dadi[4].
- Tom Moldvay (1982). GB1, Trouble Brewing. TSR. ISBN 978-0-935696-84-4. Descrizione di numerosi personaggi non giocanti e della lotta tra bande per il contrabbando di alcolici, con numerosi miniscenari da sviluppare e giocare[5].
- Mark Acres (1982). GB2, Murder in Harmony. TSR. ISBN 978-0-935696-85-1. Investigazione su un omicidio nell'alta società, con coinvolgimento del crimine organizzato[5].
- Mark Acres (1983). GB3, Death on the Docks. TSR. ISBN 978-0-88038-013-3. Lotte tra contrabbandieri di alcolici[5].
- Tracy Hickman (1983). GB4, The Vanishing Investigator. TSR. ISBN 978-0-88038-045-4. Un senatore che deve presiedere un processo è stato rapito, i personaggi devono ritrovarlo e allo stesso tempo proteggere un testimone.[5].
- Tracy Hickman (1984). GB5, Death in Spades. TSR. ISBN 978-0-394-54014-6. Investigazione in stile hard boiled, con alcuni elementi della trama generati casualmente con un mazzo di carte.[5].

### "Terza" edizione
Nel 1990 la TSR pubblicò una seconda edizione del gioco, etichettandola erroneamente come terza edizione..
- Rick Krebs e Marck Acres. Testo rivisto da Steven E. Schend (1982). Gangbusters. TSR. ISBN 978-0-88038-975-4. Manuale di 128 pagine contenente la revisione delle regole dalla prima edizione, con in aggiunta materiale da GB1 Trouble Brewing.

## Prodotti collegati
La TSR pubblicò anche tre blister di miniature per Gangbusters